# پنگو ۱
پنگو ۱ (انگلیسی: Penghu 1)، فسیل فک پایین متعلق به گونه منقرض شده انسان‌تباران از جنس انسان (سرده) از تایوان است که در میانه و اواخر پلیستوسن زندگی می‌کرده است.